# Liste von Höhlen in Australien und Ozeanien
Dieser Artikel listet Höhlen in Australien und Ozeanien auf.

## Australien
- Abercrombie Caves
- Borenore Caves
- Bullita Höhlensystem
- Jenolan Caves
- Kelly Hill Caves
- Mini - Martin Cave - Exit Cave
- Naracoorte Caves
- Old Homestead Cave
- Wombeyan Caves

## Neuseeland

### Nordinsel
- Abbey Caves
- Auckland Volcanic Field: Lavaröhren und Lavahöhlen, darunter:
  - Ambury Park Lava Caves
  - Cave of One Thousand Press-Ups
  - Kitenui Cave
  - Rangitoto Lava Caves
  - Stewart’s Lava Cave
  - Wiri Lava Cave
- Karamu Cave
- Kawiti Caves
- Mangaone Cave
- Nikau Caves
- Te Reinga Cave
- Waipu Caves
- Waitomo Caves:
  - Aranui Cave
  - Gardner’s Gut
  - Mangawhitikau Cave
  - Ruakuri Cave
  - Waitomo Cave

### Südinsel
- Broken River Cave (Teil der Cave Stream Scenic Reserve)
- Cathedral Caves
- Clifden Limestone Caves
- Fox River Caves
- Honeycomb Hill Cave
- Maori Leap Cave
- The Metro / Te Ananui Cave
- Höhlen im Mount Arthur:
  - Ellis Basin
  - Nettlebed Cave
- Höhlen im Mount Owen:
  - Bohemia Cave
  - Bulmer Cavern bei Nelson
- Riuwaka Resurgence
- Höhlen bei Tākaka:
  - Harwood Hole
  - Moonsilver Cave
- Te Ana-au Caves
  - Aurora Cave
- Te Anaroa Caves
- Xanadu Caves
- Babylon Cave

## Neukaledonien
- Grotte de Hnanawae
- Grotte d’Athepe
- Grotte d'Adio
- Grotte de Jintresij
- Grotte de Koumac
- Grotte de Hnatresij
- Grotte de Wanaham
- Grotte d'Inegoj
- Grotte d'Oumagne
- Grotte de Fetra-He

## Papua-Neuguinea
- Atea Kananda
- Mamo Kananda
- Neide - Muruk Cave
- Selminum Tem